# Gisela Birkemeyer
Gisela Birkemeyer, née Köhler le 22 décembre 1931 à Fahsendorf et morte le 26 mars 2024 à Berlin, est une athlète allemande spécialiste du 80 mètres haies. 

## Carrière
Représentant l'Équipe unifiée d'Allemagne lors des Jeux olympiques de 1956, à Melbourne, elle se classe deuxième de l'épreuve du 80 m haies, en 10 s 9, derrière l'Australienne Shirley Strickland.
Elle remporte, sur cette distance, la médaille de bronze des Championnats d'Europe de 1958 et des Jeux olympiques de 1960.
Elle est élue personnalité sportive allemande de l'année (RDA) en 1959.

### Palmarès
| Date | Compétition           | Lieu      | Résultat | Performance |
| ---- | --------------------- | --------- | -------- | ----------- |
| 1956 | Jeux olympiques       | Melbourne | 2e       | 80 m haies  |
| 1956 | Jeux olympiques       | Melbourne | 6e       | 200 m       |
| 1956 | Jeux olympiques       | Melbourne | 6e       | 4 x 100 m   |
| 1958 | Championnats d'Europe | Stockholm | 3e       | 80 m haies  |
| 1960 | Jeux olympiques       | Rome      | 3e       | 80 m haies  |

### Records
| Épreuve    | Performance | Lieu | Date |
| ---------- | ----------- | ---- | ---- |
| 80 m haies | 10 s 5      |      | 1960 |